# 河運碼頭站
河運碼頭站（羅馬化：Rechnoy Vokzal）是莫斯科地鐵的一個車站。河運站開通於1965年新年。車站名稱由來於附近的河運碼頭。